# Angry Grandpa
Angry Grandpa, pseudonimo di Charles Marvin Green Jr. (Contea di Chatham, 16 ottobre 1950 – Summerville, 10 dicembre 2017), è stato uno youtuber statunitense.
Il canale YouTube The Angry Grandpa Show contava circa 4,73 milioni di iscritti e oltre 625 milioni di visualizzazioni. I suoi video sono stati trasmessi anche in programmi televisivi come RudeTube su Channel 4 e Pranked su MTV. I fan del canale erano noti con il nome di "Grandpa's Army" ("L'esercito di Nonno").
In Italia il personaggio è conosciuto come "Nonno Spacca Tutto", nome attribuito dallo youtuber catanese Davidekyo, che nel 2016 ha creato una serie omonima in dialetto catanese. Rispetto alla versione originale americana, la serie italiana ha introdotto nuovi nomi e apportato alcune modifiche; ad esempio, il figlio Michael è stato adattato come nipote Gionata. Inoltre, è stata coniata l'espressione "Sbrikkesbrakk", usata dal nonno per riferirsi a dispositivi tecnologici come la PlayStation 4 e l'iPad.

## Biografia

### Le origini
Charles Green Jr. nacque nella Contea di Chatham, in Georgia, da Dorothy Mae Green (18 marzo 1926- 25 dicembre 1999) e Charles Marvin Green Sr. (25 gennaio 1925 – 6 luglio 1987), un sergente che aveva combattuto durante la Seconda Guerra Mondiale. Crebbe nel quartiere di Sherwood Forest a Charleston, in Carolina del Sud; si diceva che fosse di origine inglese, irlandese, scozzese e gallese.
Green ebbe una sorella maggiore, Charlene, che morì nel 2012, a 65 anni, per una broncopneumopatia cronica ostruttiva.
Nel 1959 Green Sr. fu coinvolto in un grave incidente stradale a seguito del quale rimase paralizzato dal collo in giù e la famiglia attraversò difficoltà finanziarie. A causa della povertà della famiglia e del suo sovrappeso, il giovane Green fu vittima di bullismo a scuola, al punto da fingere di star male per evitare di andarvi.
Charles Green Jr. iniziò a fumare all'età di sei anni e fu uno "sperimentatore" di droghe;  a 18 anni trascorse la notte di Halloween in un cimitero ebraico, assumendo cannabis e mescalina: il miscuglio di sostanze gli provocò allucinazioni su degli zombie fuoriusciti dalle tombe.
Nello stesso periodo Green Jr. servì l'esercito degli Stati Uniti durante la guerra del Vietnam.
Verso la fine degli anni Sessanta fu cacciato di casa dopo una lite con sua madre, scoppiata dopo aver fatto salire un gruppo di hippies sulla sua auto, durante una marcia per i diritti civili a Charleston. Trascorse i due anni successivi viaggiando con un gruppo di amici negli Stati Uniti, come hippie, e partecipò al festival di Woodstock del 1969.
Nel 1975 diventò amico del serial killer americano Donald Henry "Pee Wee" Gaskins, ignorandone le attività criminali. Dopo il suo arresto Gaskins scrisse una lettera a Green ma quest'ultimo decise di troncare ogni rapporto. Anni dopo Green visitò la cella di Gaskins nel South Carolina Correctional Institution con i suoi figli: lì trovò il suo nome scritto al centro di un pentagramma realizzato dal pluriomicida.
Verso l'inizio degli anni '90, Green ha lavorato come pompiere nella città di Charleston e in precedenza aveva fatto vari lavori, incluso l'imprenditore in piccole attività e l'addetto alla manutenzione di appartamenti.

### Il successo su YouTube
A Natale del 2007 Green Jr. ha avuto una reazione furiosa contro i parenti, colpevoli di aver scartato i regali di Natale troppo presto. Il figlio di Green, Michael, che lavorava come webmaster e graphic designer, ha avuto l'intuizione di filmare e pubblicare il video sul sito Break.com intitolandolo Old Christmas Rage.
Michael ha continuato a riprendere gli scatti d'ira dell'anziano e, con la complicità di sua moglie Bridgette Nicole West, ha iniziato anche a fargli degli scherzi. In alcuni casi, West si alleava con il suocero per sventare gli scherzi. Per esempio, nel video How I got the name Pickleboy Michael Green racconta di come si fosse nascosto dietro la tendina della vasca da bagno con un pacco di farina in mano, pronto a lanciarlo a suo padre. Green, a conoscenza del piano, dopo aver spostato la tendina gli ha lanciato dei cetrioli sottaceto (pickles in inglese), chiamandolo "ragazzo-cetriolino" (pickleboy). Uno dei soprannomi di Michael Green e sua moglie sono, appunto, pickleboy e picklegirl ("ragazza-cetriolino").
Incoraggiato dal successo dei video, il 19 giugno 2010 Michael ha creato il canale Angry Grandpa ("Nonno arrabbiato") su YouTube.
L'uomo veniva ripreso mentre litigava con i gestori dei negozi, distruggeva oggetti e criticava personaggi famosi e conoscenti con un linguaggio molto colorito.
L'8 luglio 2011 ha creato il secondo canale, Grandpa's Corner, in cui raccontava storie sulla sua vita e realizzava vlog e video di cucina; il canale ha registrato oltre 182 milioni di visualizzazioni.
Nel 2014 il video Angry Grandpa Destroys PS4! in cui distrugge la PlayStaton 4 di suo figlio registra 44 milioni di visualizzazioni.

#### I video più popolari
Tra i video più popolari vi sono:
- Angry Grandpa watches Rebecca Black - Friday, in cui commenta la canzone Friday di Rebecca Black.[4][6]

- Angry Grandpa HATES Casey Anthony (Not Guilty!?), in cui reagisce al processo di Casey Anthony; il video è comparso nel programma di Dr. Drew di HLN;
- Angry Grandpa - PISSED About Pecan Pinwheels!!, condiviso sul canale di Ray William Johnson e su Break.com, in cui si arrabbia perché non ci sono le sue girandole alle noci pecan.
- Angry Grandpa destroys kitchen!, oltre con 5,4 milioni di visualizzazioni, in cui l'uomo distrugge la cucina perché non trova le sue caramelle.
- Angry Grandpa Hates Justin Bieber, in cui critica le canzoni di Justin Bieber e il suo taglio di capelli.
- Angry Grandpa destroys PS4!, in un cui Angry Grandpa distrugge la console Playstation 4 e il tavolo da caffè di Michael durante una accesa discussione con lui sul fatto di non essere venuto a cucinare i biscotti di Natale. Il video, pubblicato il 9 dicembre 2014, ha totalizzato oltre 46 milioni di visualizzazioni.
- Angry Grandpa Superrbowl 50 freakout! in cui distrugge un televisore perché frustrato dalla sconfitta della sua squadra al Super Bowl 50.[7]

- Grandpa's Bodyguard - The Prank, in cui Michael simula un furto per scherzo, irrompendo nella casa del padre per prendere degli oggetti di valore. Avvisato da Bridget, Green si fa trovare completamente sveglio e rivela che aveva assunto una guardia del corpo personale. Di tanto in tanto, Green prende a calci il figlio per scherzo, spesso con l'aiuto della nuora.
- Angry Grandpa - Plays the scary maze!, in cui Michael fa provare The Scary Maze a suo padre, appassionato di videogiochi, per spaventarlo;[4] un anno dopo, Michael rinnova lo scherzo nell'episodio Angry Grandpa plays Slender: questa volta, Grandpa gioca con Slender: The Eight Pages e si spaventa a tal punto da cacciare Michael e Bridgette da casa sua.

#### Controversie
Il primo video virale in assoluto di Green è stato realizzato nel 2011 ed è intitolato Angry Grandpa Gets Kicked Out of CiCi's Pizza, in cui è stato bandito da un ristorante CiCi's Pizza locale per aver distrutto alcuni piatti, aver mangiato dal buffet e aver litigato con il personale dopo 2 ore di attesa per una pizza. Il direttore del ristorante è stato licenziato e il ristorante ha minacciato azioni legali contro Green.
Come mostrato in molti video e vlog, i folli attacchi di rabbia di Green lo hanno messo al bando da quasi tutti i negozi Walmart, i negozi Target, i ristoranti McDonald's e le pizzerie della sua zona e persino una stazione di servizio Sunoco vicino al suo vecchio rimorchio dopo aver imprecato contro i dipendenti della stazione di benzina, poiché a causa di uno scherzo di suo figlio e sua nuora era convinto di aver un biglietto vincente della lotteria.
Nel 2012 Michael Green ha rivelato in un vlog che nel 1999 sua madre Tina ha dovuto pagare 300 dollari per risarcire un negozio Blockbuster delle cinque videocassette distrutte da Angry Grandpa.
Secondo una stima riportata dal The Daily Telegraph, Charles Green ha distrutto "otto computer, un televisore, un intero set di elettrodomestici da cucina, sacchi pieni di generi alimentari e più telefoni cellulari di quanti ne possa contare".

### I problemi di salute e la morte
Green Jr. ha avuto problemi di salute altalenanti durante tutta la sua vita, soprattutto a causa dell'alcolismo. Soffriva di disturbo bipolare. Negli anni '90 Green arrivò a pesare 363 kg, il che lo costrinse a usare la sedia a rotelle per muoversi. Nel 1996 subì un intervento chirurgico di bypass gastrico, sospeso a causa di un arresto cardiaco e completato diversi anni dopo. Nel 2006 ha subito un altro intervento per rimuovere l'ernia allo stomaco ma a causa di un arresto cardiaco è entrato in coma e vi è rimasto per un mese. Poiché Green non rispondeva alle cure i medici hanno detto alla famiglia di prepararsi al suo imminente decesso; l'uomo si risvegliò mentre sua figlia Kimberly, entrata nella sua stanza, provava a rianimarlo e lo pregava di riprendersi.
Come conseguenza della sua complessa situazione sanitaria Green ha sviluppato la Sindrome da dumping, con la quale ha convissuto per quindici anni; con l'aggravarsi della sua salute egli è divenuto dipendente dai farmaci e ha considerato l'idea del suicidio. Nel 2013, Green ha iniziato a controllare la sindrome attraverso il bromuro di metilscopolamina. Nel febbraio 2017 è stato pubblicato un video emotivo della durata di 8 minuti sul canale YouTube di Green, nel quale si annunciava che aveva un melanoma e la polmonite. Il suo cancro in seguito è andato in remissione.
Il 4 luglio 2017 Green è stato ricoverato in ospedale dopo un forte malore e gli è stata diagnosticata la cirrosi, ma è stato dimesso due settimane dopo. Green ha sofferto anche di cellulite e infezione del tratto urinario. Il 31 ottobre 2017 Green è stato nuovamente ricoverato in ospedale a causa di un accumulo di ammoniaca nel suo corpo in condizioni critiche. Lo youtuber è uscito dall'unità di terapia intensiva il 9 novembre ed è stato dimesso dall'ospedale; tuttavia, il 13 novembre Green è stato trasferito in un centro di riabilitazione.
Durante l'ultimo mese di vita, Green ha espresso la volontà di tornare a fare video con Michael e Bridgette, ma i due non erano d'accordo, ritenendo che dovesse concentrarsi sulla sua salute.
Il 3 dicembre è stato dimesso dall'ospedale dopo un ulteriore ricovero dovuto a un nuovo accumulo di ammoniaca. Le sue condizioni sono peggiorate nel corso della settimana successiva ed è deceduto nella sua casa, il 10 dicembre 2017 alle 16:17. La sua morte è stata annunciata su Twitter da suo figlio Michael. Diversi youtuber e celebrità, tra cui Roseanne Barr, Steven Williams, Paul Heyman, Shooter Jennings, Devon Sawa, Jesse Wellens e Noelle Foley hanno reso omaggio al defunto.
Green è stato cremato e il suo funerale è stato celebrato il 14 dicembre alla Parks Funeral Home, Summerville.

## Vita privata
Green ha avuto la prima figlia, Dawn Michelle, da una relazione avuta negli anni Settanta. Si è sposato nel 1982 con Tina Marie Sharp, con cui ebbe quattro figli: Charles Marvin III (nato nel 1982), Jennifer Renee (1983), Kimberly Ann (1985) e Michael Brian (1987). La coppia ha divorziato il 25 maggio 2012. Il 4 novembre 2017 Green si è fidanzato con Lauren Davi mentre era ricoverato in ospedale.
Lo youtuber ha avuto anche otto nipoti: Joshua Jay Charles (nato nel 2001), Jonathan (2004), Jacob (2007) e James (2008), figli di Jennifer; Lilly (nata nel 2010) ed Eliza (2013), figlie di Kimberly; Mia Nicole (nata nel 2019) e Michael Robert Charles (2021), figli di Michael.
Ha avuto anche cani: un chihuahua di nome Pie, acquistato per risollevarsi il morale dopo la morte della madre (1999) e ucciso due anni dopo dal rottweiler del vicino; Hanna, una pitbull che ha dovuto lasciare a sua sorella quando il parco roulette in cui viveva ha interdetto l'ingresso ai cani. Hanna è poi deceduta a seguito di un incidente d'auto. Nel settembre 2015 Green possedeva due pastori bianchi, Annabelle e Atticus.
Green ha vissuto in un parcheggio per roulotte fino al 2015 pur avendo un patrimonio stimato del valore di 1,5 milioni di dollari (2016). A Natale 2016 Green ha ricevuto una Chevrolet Bel Air del 1955 dal figlio Michael, che lo aveva già sorpreso acquistandogli una casa.